# کی-بار رنچ (تگزاس)
کی-بار رنچ (به انگلیسی: K-Bar Ranch) یک منطقهٔ مسکونی در ایالات متحده آمریکا است که در شهرستان جیم ولز، تگزاس واقع شده‌است. کی-بار رنچ ۸٫۸ کیلومتر مربع مساحت و ۳۵۰ نفر جمعیت دارد و ۵۹ متر بالاتر از سطح دریا واقع شده‌است.